# Torta Saint Honoré

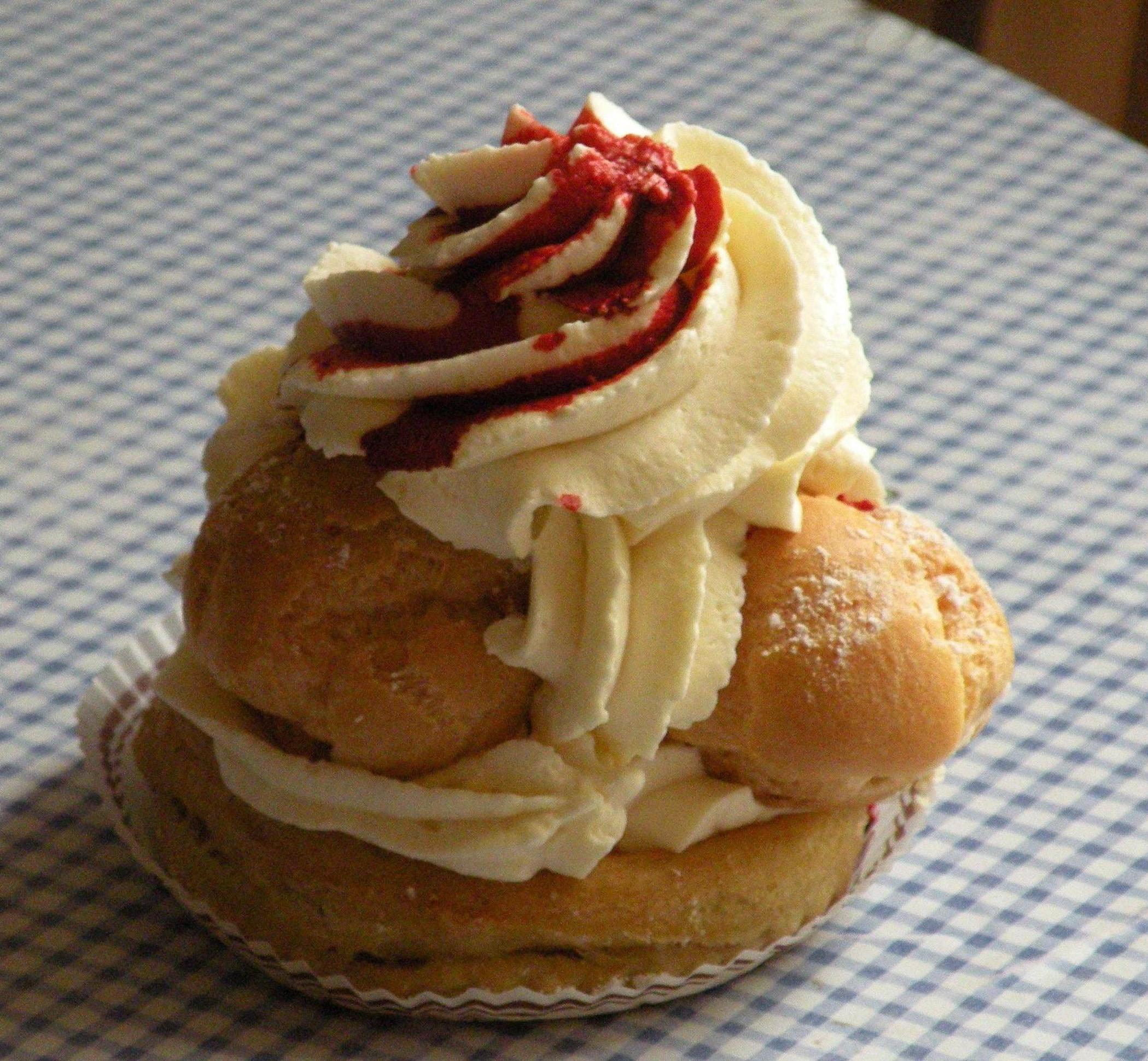
Torta Saint Honoré monoporzione

La Saint Honoré è una torta che prende il proprio nome dal santo patrono dei pasticcieri francesi Onorato di Amiens (Saint Honoré o Honoratus), vescovo di Amiens nel VI o VII secolo). Si racconta che sia stato lo chef Chiboust a creare il dolce nella propria pasticceria parigina nel 1846 situata a Parigi in Rue Saint-Honoré.

## Descrizione
Questo dolce consiste di una pasta sfoglia, guarnita nella sua parte esterna da una serie di profiteroles, attaccati alla base della torta con caramello  o panna. La parte centrale del dolce è invece guarnita con della crema chiboust (crema pasticcera alleggerita da meringa).